# Shepherd's Bush Market (metrostation)
Shepherd's Bush Market is een station van de metro van Londen aan de Hammersmith & City Line en de Circle Line. Het metrostation, dat in 1864 is geopend, ligt in de wijk Shepherd's Bush.

## Geschiedenis
De Metropolitan Railway (MR), de latere Metropolitan Line opende op 13 juni 1864 een station onder de naam Shepherd's Bush als onderdeel van haar tak naar Hammersmith. Het lag in het gebied rond de Shepherd's Bush Market net ten zuiden van Uxbridge Road. Van 1 oktober 1877 tot 31 december 1906 voerde de MR ook directe diensten over deze lijn uit naar Richmond via Hammersmith (Grove Road). Dit station werd op 1 april 1914 vervangen door twee nieuwere, Shephard's Bush aan de noordkant en Goldhawk Road ongeveer een halve kilometer naar het zuiden. Die stations bleven in bedrijf maar van het stationsgebouw uit 1864 is niets meer over.
In 1900 opende de Central London Railway (CLR), de latere Central Line haar station Shepherd's Bush aan de oostkant van Shepherd's Bush Green. Gedurende 108 jaar waren er twee metrostations met dezelfde naam op 480 m van elkaar. In 2008 werd ten behoeve van de overground spoorwegstation Shepherd's Bush geopend langs de West London Line. Dit station heeft een inpandige verbinding met dat van de Central Line, maar niet met dat uit 1914. Om verwarring tussen drie stations met de naam Shepherd's Bush te voorkomen, werd het station aan de Hammersmith & City-lijn op 12 oktober 2008 omgedoopt tot Shepherd's Bush Market.

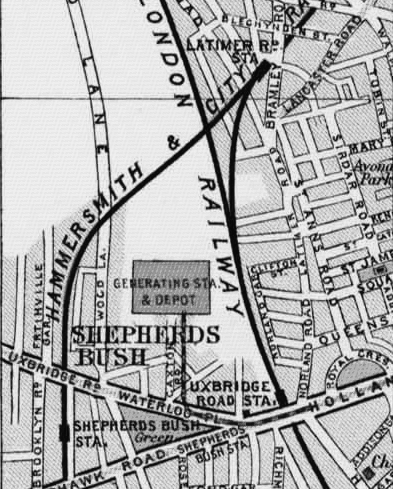
De locatie van het station voor 1 april 1914.
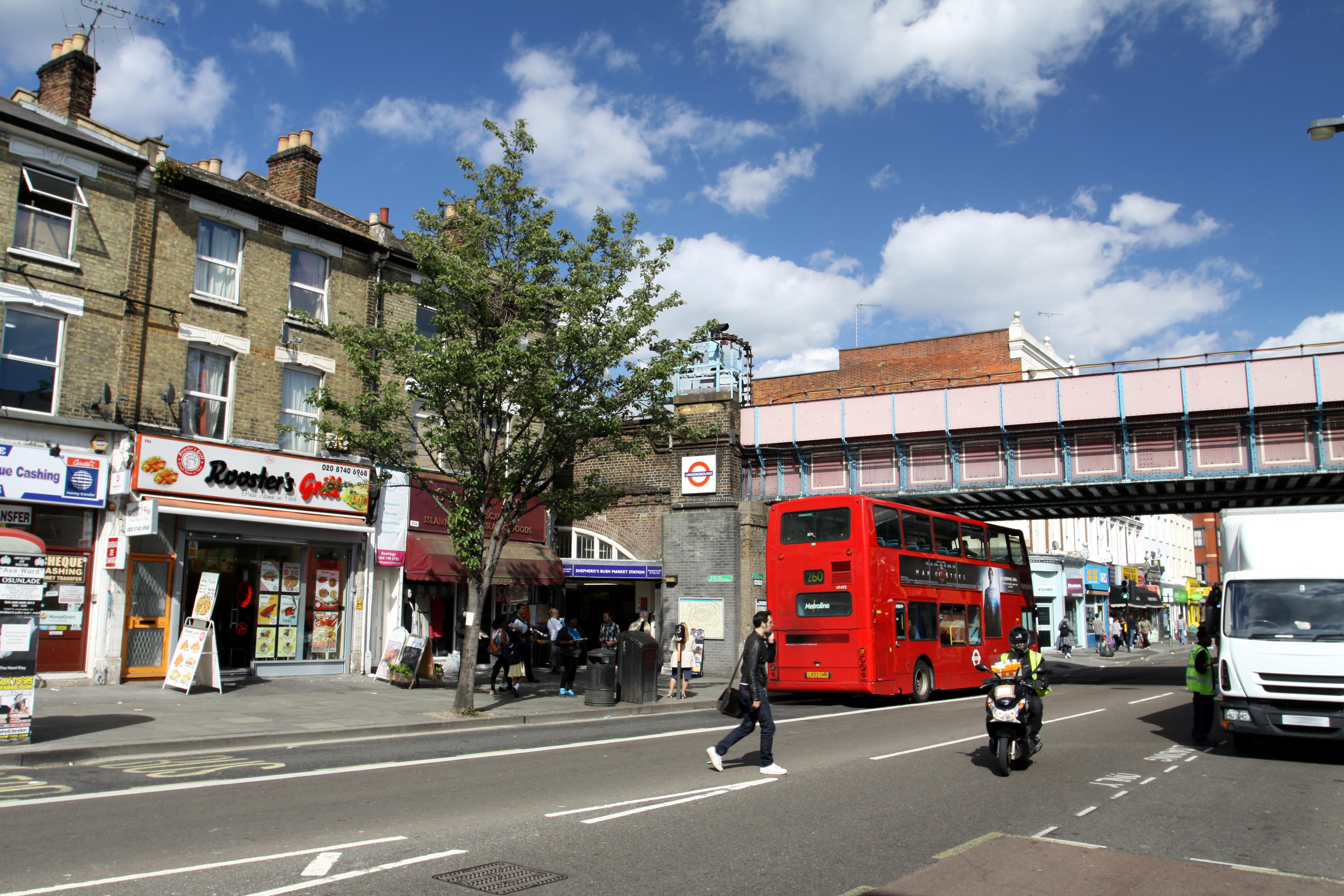
De brug over Uxbridge Road gezien uit het westen.
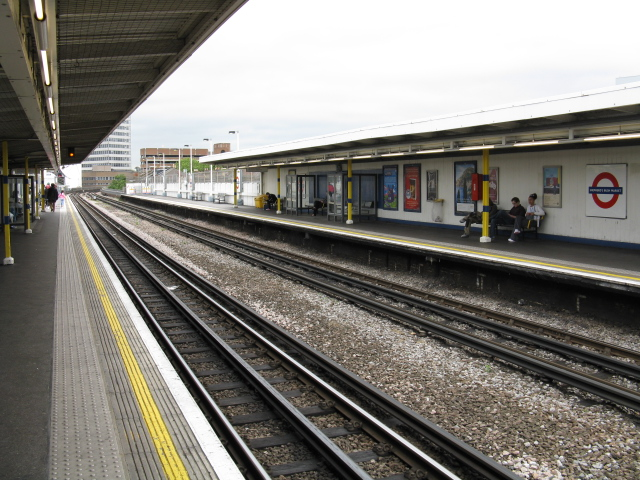
De sporen en perrons op het viaduct gezien uit het zuiden.

## Ligging en inrichting
Het station dank zijn naam aan de openluchtmarkt die parallel aan het metrotracé loopt aan de overkant van het station. Standhouders hebben sinds 1914 handel gedreven op de strook land naast de Hammersmith & City Line, toen de markt de locatie van het uit 1864 overnam. Het andere uiteinde van de markt wordt bediend door het metrostation Goldhawk Road. Shepherd's Bush Market is de dichtstbijzijnde metrohalte voor verschillende uitgaansgelegenheden, waaronder het Bush Theatre en het Shepherd's Bush Empire . Het is ook een van de metrostations voor het Loftus Road Football Stadium, de thuisbasis van de voetbalclub Queens Park Rangers. De winkelcentra Westfield en West12 liggen vlak bij het station.

## Fotoarchief
- Photographic Archive. London Transport Museum. Gearchiveerd op 18 maart 2008. 
  - Het perron in 1934, let op het ruitvormige logo van de Metropolitan line.
- Shepherd's Bush and White City development. Altijd afmelden. Gearchiveerd op 13 juli 2004.

Hammersmith · 
Goldhawk Road · 
Shepherd's Bush Market ·
Wood Lane · 
Latimer Road · 
Ladbroke Grove · 
Westbourne Park · 
Royal Oak · 
Paddington · 
Edgware Road · 
Baker Street · 
Great Portland Street · 
Euston Square · 
King's Cross St. Pancras · 
Farringdon · 
Barbican · 
Moorgate · 
Liverpool Street · 
Aldgate East · 
Whitechapel · 
Stepney Green · 
Mile End · 
Bow Road · 
Bromley-by-Bow · 
West Ham · 
Plaistow · 
Upton Park · 
East Ham · 
Barking
Hammersmith · 
Goldhawk Road · 
Shepherd's Bush Market · 
Wood Lane · 
Latimer Road · 
Ladbroke Grove · 
Westbourne Park · 
Royal Oak · 
Paddington · 
Edgware Road · 
Baker Street · 
Great Portland Street · 
Euston Square · 
King's Cross St. Pancras · 
Farringdon · 
Barbican · 
Moorgate · 
Liverpool Street · 
Aldgate · 
Tower Hill · 
Monument · 
Cannon Street · 
Mansion House · 
Blackfriars · 
Temple · 
Embankment · 
Westminster · 
St. James's Park · 
Victoria · 
Sloane Square · 
South Kensington · 
Gloucester Road · 
High Street Kensington · 
Notting Hill Gate · 
Bayswater · 
Paddington · 
Edgware Road